# Еуристеј
Еуристеј (грч. Eurystheus) је митолошки микенски краљ, син краља Стенела и његове жене Никипе. Био је унук јунака Персеја, а сестре су му биле Алкиона и Медуза.

## Митологија
Еуристеј је сачуван од заборава захваљујући свом слуги, Хераклу који је био највећи јунак грчких митова. 
Зевс му је доделио слугу, мада то Еуристеј није ничим заслужио, поготово јер се над моћним Хераклом, његовим карактерним антонимом, опходио снисходљиво и господарски.
Сви ти поступци су били примерени човеку попут Еуристеја, слабићу и кукавици, који је у својој улози уживао, и не само да му је Херакле био слуга, већ је он желео да и сви Хераклови потомци буду његове слуге. Када је Херакле умро Еуристеј је све Хераклове потомке прогнао из града Тиринта, и то по целој Хелади, а када је чуо да су они нашли уточиште у Атини, тражио је да му их изруче, али је атински краљ Демефонт, син Херакловог друга Тезеја, то одлучно одбио.

### Смрт Еуристеја
Када је Еуристеј, са великом војском, дошао под бедеме Атине, и запретио да ће разорити град, ако му Демефонт не изручи потомке Херакла. Док се Еуристеј спремао за напад на град пророци су краљу Демофону рекли да ће победити ако нека племенита жена буде жртвована богињи Персефони. Макарија, једна од Хераклових ћерки која је раније побегла у Атину се добровољно пријавила за жртвовање, да би касније један извор назвали у њену част, Макарски извор. Атињани су му се супротставили и нанели му велики пораз, а Јолај, нећак Хераклов, заробио је Еуристеја и довео га у Атину.
Када је угледала Еуристеја, мајка Хераклова, Алкмена, сетила се свих увреда и понижења које је њен син доживео од њега, и немогавши да се савлада, скочила је и ископала очи Еуристеју, а затим га пробола ножем.